# Salmophasia novacula
Salmophasia novacula är en fiskart som först beskrevs av Valenciennes, 1840.  Salmophasia novacula ingår i släktet Salmophasia och familjen karpfiskar. IUCN kategoriserar arten globalt som livskraftig. Inga underarter finns listade i Catalogue of Life.